# Деоклесиано, Эмерсон
Э́мерсон Санта́на Деоклесиа́но (порт.-браз. Emerson Santana Deocleciano; род. 27 июля 1999, Итамаражу, Баия) — бразильский футболист, вингер клуба «В-Варен Нагасаки».

## Карьера

### «Локомотива»

#### Начало карьеры
Воспитанник футбольной академии бразильского клуба «Вила-Нова». Вместе с клубом футболист принимал участие в Лиге Гояно. В июле 2019 года футболист на правах арендного соглашения присоединился к хорватскому клубу «Локомотива», соглашение с которым было рассчитано до конца сезона. Дебютировал за клуб футболист 4 августа 2019 года в матче против клуба «Хайдук», выйдя на замену на 62 минуте. Однако футболист провёл за основную команду клуба всего лишь пару матчей, результативными действиями так и не отличившись. В феврале 2020 года футболист полноценно был выкуплен хорватским клубом.

#### Аренда в РФС
В марте 2020 года футболист на правах арендного соглашения присоединился к латвийскому клубу РФС до конца сезона. Дебютировал за клуб 15 июня 2020 года в матче против клуба «Вентспилс», выйдя на поле в стартовом составе и отличившись своим дебютным забитым голом. В матче 30 июня 2020 года против клуба «Лиепая» отличился забитым дублем. В августе 2020 года футболист вместе с клубом отправился на квалификационный матч Лиги Европы УЕФА. Свой первый матч в рамках еврокубкового турнира сыграл 27 августа 2020 года против сербского «Партизана», который по итогу оказался сильнее и вышел в следующий квалификационный раунд. На протяжении всего сезона футболист был в клубе одним из ключевых игроков рижского клуба, отличившись 11 забитыми голами и 4 результативными передачами во всех турнирах. По итогу сезона футболист вместе с клубом стал серебряным призёром чемпионата. В январе 2021 года футболист покинул латвийский клуб по окончании срока арендного соглашения.

### РФС

#### Сезон 2021
В марте 2021 года футболист перешёл в латвийский РФС на полноценной основе, с которым заключил долгосрочный контракт. Первый матч в новом сезоне за клуб футболист сыграл 14 марта 2021 года против «Валмиеры», выйдя на поле в стартовом составе и отличившись результативной передачей. Первым забитым голом в сезоне футболист отличился 4 мая 2021 года в матче против «Валмиеры». В июле 2021 года футболист вместе с клубом отправился на квалификационные матчи Лиги конференций УЕФА. Первый матч в рамках еврокубкового турнира сыграл 8 июля 2021 года против фарерского клуба «КИ Клаксвик». В ответном матче против фарерского клуба 15 июля 2021 года футболист отличился забитым голом и помог клубу выйти в следующий квалификационный раунд. По итогу футболист вместе с клубом вышел в третий квалификационный раунд, где по сумме матчей проиграли бельгийскому «Генту». В матче 20 октября 2021 года против клуба «Метта» футболист отличился забитым хет-триком. Вместе с клубом стал обладателем Кубка Латвии, где в финале 24 октября 2021 года победили «Лиепаю». По итогу сезона футболист вместе с клубом также стал победителем чемпионата. Всего за сезон футболист отличился 11 забитыми голами и 7 результативными передачами во всех турнирах.

#### Сезон 2022
Новый сезон футболист начал с матча 12 марта 2022 года против юрмальского «Спартака», выйдя на поле в стартовом составе. Первыми забитыми голами за клуб футболист отличился 11 апреля 2022 года в матче против клуба «Тукумс 2000», оформив на свой счёт дубль и результативную передачу. В июле 2022 года футболист вместе с клубом отправился на квалификационные матчи Лиги чемпионов УЕФА, где по итогу первого квалификационного раунда уступили финскому клубу ХИК, тем самым выбыв в квалификации к Лиге конференций УЕФА. В рамках квалификаций Лиге конференций УЕФА футболист вместе с клубом прошли такие клубы как мальтийский «Хибернианс» и североирландский «Линфилд», выйдя в основной этап еврокубкового турнира. Дебютный матч в групповом этапе Лиги конференций УЕФА футболист сыграл 8 сентября 2022 года против итальянской «Фиорентины». Вместе с клубом футболист стал серебряным призёром Кубка Латвии, где в финале 19 октября 2022 года уступили клубу «Ауда». В рамках Лиги конференций УЕФА футболист вместе с клубом заняли последнее место в группе и покинули турнир. По итогу сезона футболист вместе с клубом стал бронзовым призёром чемпионата. Отличился за сезон футболист 12 забитыми голами и 8 результативными передачами во всех турнирах.

#### Сезон 2023
Первый матч в новом сезоне футболист сыграл 11 марта 2023 года против «Валмиеры», выйдя на поле в стартовом составе. В своём следующем матче 18 марта 2023 года против «Риги» футболист отличился первым в сезоне забитым голом. В матче 9 мая 2023 года против клуба «Тукумс 2000» футболист отличился забит хет-триком. В июле 2023 года футболист вместе с клубом отправился на квалификационные матчи Лиги конференций УЕФА. Первый матч в рамках еврокубкового турнира футболист сыграл 13 июля 2023 года против северомакедонского клуба «Македония Джёрче Петров». По итогу второго квалификационного раунда футболист вместе с клубом уступили азербайджанскому «Сабаху», тем самым закончив еврокубковую компанию. В четвертьфинальном матче Кубка Латвии 20 августа 2023 года против клуба «Албертс» отличился забитым дублем. Вместе с клубом футболист стал серебряным призёром Кубка Латвии, где в финале в серии пенальти уступили «Риге». Очередным забитым дублем за клуб футболист отличился 5 ноября 2023 года в матче против «Супер Новы». По итогу сезона футболист вместе с клубом стал победителем чемпионата. Всего за сезон футболист отличился 11 забитыми голами и 10 забитыми голами во всех турнирах.

#### Сезон 2024
Новый сезон за клуб футболист начал 2 марта 2024 года с матча за Суперкубок Латвии, где в серии пенальти уступили «Риге». Первый матч в чемпионате футболист сыграл 8 марта 2024 года против клуба «Ауда», выйдя на поле в стартовом составе. Первым в сезоне забитым голом за клуб футболист отличился 3 марта 2024 года в матче против «Елгавы». Первым в сезоне забитым дублем за клуб футболист отличился 2 июня 2024 года в матче против клуба «Гробиня». Очередным забитым дублем за клуб футболист отличился 1 июля 2024 года в матче против «Лиепаи». В июле 2024 года футболист вместе с клубом отправились на квалификационные матчи Лиги чемпионов УЕФА, откуда затем вылетели в квалификации Лиги Европы УЕФА. По итогу квалификационного раунда еврокубкового турнира футболист вместе с клубом победили кипрский АПОЭЛ и вышли на общий этап Лиги Европы УЕФА. Однако сам футболист почти всю вторую половину сезона пропустил из-за серьёзной травмы. Вместе с клубом по итогу сезона футболист стал обладателем Кубка Латвии и победителем чемпионата. На протяжении сезона футболист выступал за клуб в роли одного из ключевых игроков, отличившись 8 забитыми голами и 8 результативными передачами во всех турнирах. По окончании сезона футболист покинул латвийский клуб.

### «В-Варен Нагасаки»
В январе 2025 года футболист на правах свободного агента присоединился к японскому клубу «В-Варен Нагасаки», подписав контракт до конца сезона. Начало сезона футболист пропустил из-за травмы. Дебютировал за клуб футболист 26 марта 2025 года в матче Кубка Джей-лиги против клуба «Зеспа Гумма», выйдя на поле в стартовом составе. В мае 2025 года футболист полноценно вернулся в расположение клуба. Первый матч в чемпионате футболист сыграл 31 мая 2025 года против клуба «Мито Холлихок», выйдя на замену на 63 минуте.

## Достижения
РФС
- Чемпион Латвии (3): 2021, 2023, 2024
- Обладатель Кубка Латвии (2): 2021, 2024